# 庄司拓馬
庄司 拓馬（しょうじ たくま、1998年5月22日 - ）は、ジャパンラグビーリーグワン静岡ブルーレヴズに所属するラグビー選手。

## プロフィール
- 大阪府出身[1]。
- ポジションはフランカー(FL)。
- 身長 182 cm、体重 100 kg
- 愛称はしょーじ。

## 略歴
2017年、東海大仰星高校(現・東海大大阪仰星高校)卒業後、立命館大学に入学。なお東海大仰星高校時代、高校日本代表候補に選ばれたことがある。
2020年、立命館大学ラグビー部の主将に就任。
2021年、立命館大学卒業後、ヤマハ発動機ジュビロ(現・静岡ブルーレヴズ)に加入。
2022年1月30日に行われたJAPAN RUGBY LEAGUE ONE第4節レッドハリケーンズ大阪戦にて先発出場で公式戦初出場を果たした。
2024年6月、ハーバーラグビークラブに留学。